# 许仲元
许仲元（1775年—？） 字小欧，松江府（今上海市）人，清朝幕僚、官员。

## 生平
许仲元九次乡试均未考中，不得不靠替官员当幕僚为生，“足迹遍天下，未至者惟两粤、奉天、甘肃及福建五省”。后来因为才干突出，被派到云南，署理楚雄府广通县。嘉庆十年（1805年），任兰溪县知县。嘉庆十九年（1814年）至嘉庆二十一年（1816年），署永嘉县知县。嘉庆二十二年（1817年），任金华县知县。道光七年（1827年）罢官后，寓居杭州郡斋，著成了《三异笔谈》一书。

## 著作
- 《三异笔谈》